# Suisse aux Jeux européens de 2015
La Suisse participe aux Jeux européens de 2015 parmi 50 nations à Bakou, en Azerbaïdjan.

## Délégation

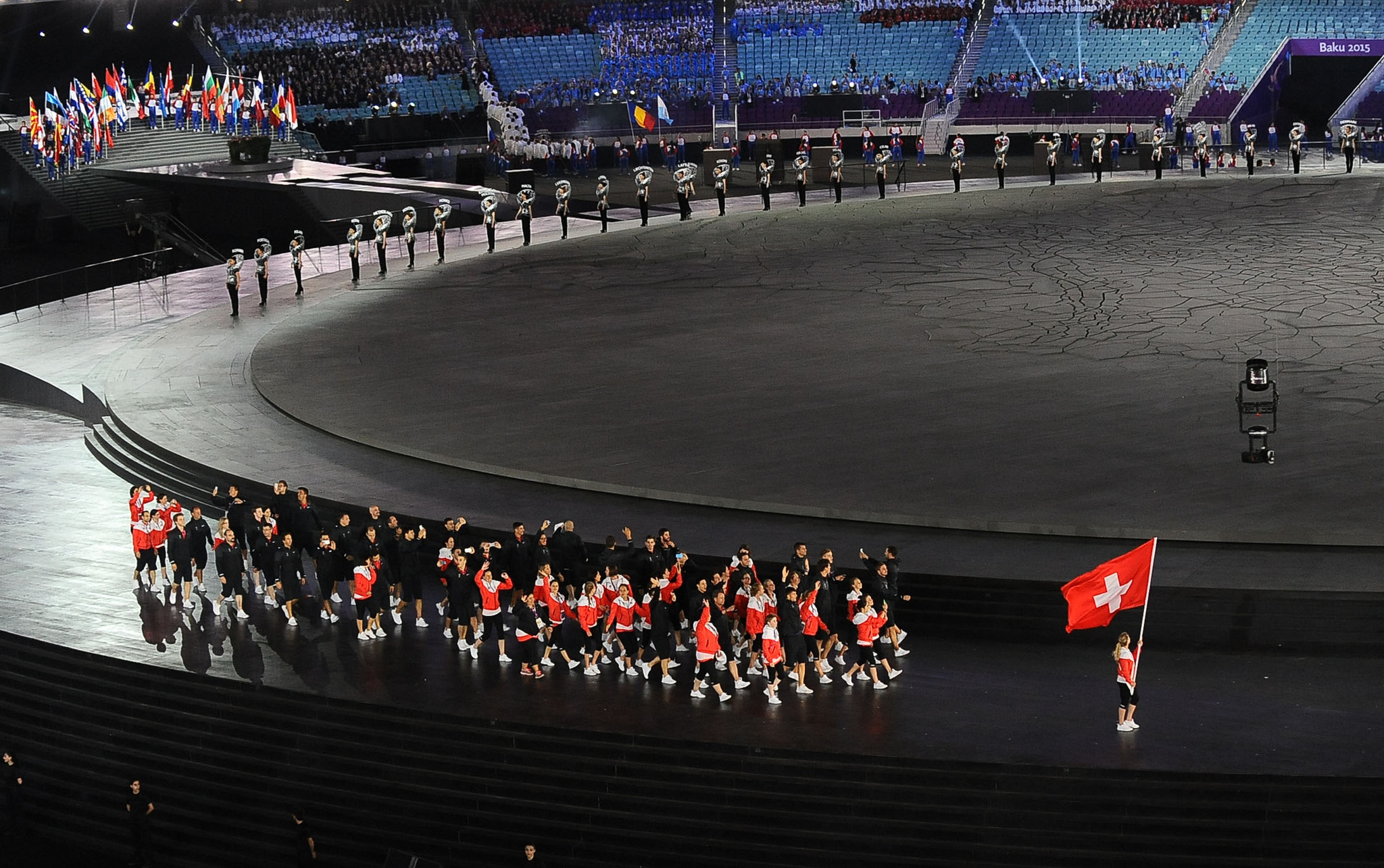
La délégation suisse lors de la cérémonie d'ouverture.

Le chef de mission est l'ancien curleur Ralph Stöckli. Il indique qu'il est difficile de donner un objectif chiffré de médailles. Il dit également que ces Jeux européens doivent être une répétition pour les Jeux olympiques de Rio l'année suivante.
Swiss Olympic envoie une délégation de 131 athlètes à Bakou. Les athlètes retenus sont annoncés en trois phases. Les deux premières annonces ont lieu fin avril 2015 puis la dernière en mai.
La gymnaste Giulia Steingruber est désignée porte-drapeau pour la cérémonie d'ouverture.

## Médailles
La Suisse remporte quinze médailles aux Jeux européens de 2015 et termine au treizième rang du classement des médailles.
| Sport                   | Discipline                            | Athlète(s)                     | Performance | Date    |
| ----------------------- | ------------------------------------- | ------------------------------ | ----------- | ------- |
| Médailles d'or : 7      |                                       |                                |             |         |
| Triathlon               | Femmes                                | Nicola Spirig                  |             | 13 juin |
| Cyclisme                | Femmes - VTT                          | Jolanda Neff                   |             | 13 juin |
| Cyclisme                | Hommes - VTT                          | Nino Schurter                  |             | 13 juin |
| Tir                     | Femmes - Pistolet à 25 m              | Heidi Diethelm Gerber          |             | 20 juin |
| Gymnastique             | Femmes - Saut de cheval               | Giulia Steingruber             |             | 20 juin |
| Gymnastique             | Femmes - Sol                          | Giulia Steingruber             |             | 20 juin |
| Beach-volley            | Femmes - Beach volley                 | Nina Betschart Nicole Eiholzer |             | 20 juin |
| Médailles d'argent : 4  |                                       |                                |             |         |
| Cyclisme                | Femmes - VTT                          | Kathrin Stirnemann             |             | 13 juin |
| Cyclisme                | Hommes - VTT                          | Lukas Flückiger                |             | 13 juin |
| Tir                     | Femmes - Carabine à 10 m air comprimé | Sarah Hornung                  |             | 16 juin |
| Gymnastique             | Femmes - Concours général individuel  | Giulia Steingruber             |             | 18 juin |
| Médailles de bronze : 4 |                                       |                                |             |         |
| Cyclisme                | Hommes - VTT                          | Fabian Giger                   |             | 13 juin |
| Gymnastique             | Femmes - Poutre                       | Giulia Steingruber             |             | 20 juin |
| Judo                    | Hommes - -66 kg                       | Ludovic Chammartin             |             | 25 juin |
| Cyclisme                | Hommes - BMX                          | David Graf                     |             | 28 juin |

## Épreuves

### Badminton
Bien que mieux classé dans le classement mondial, Anthony Dumartheray n'est pas sélectionné ; Mathias Bonny lui est préféré par Swiss Badminton. Bonny termine troisième de sa poule avec une victoire contre le Serbe Igor Bjelan et deux défaites contre le Turc Emre Vural et le Tchèque Petr Koukal et ne se qualifie pas pour les seizièmes de finale.

### Basket-ball 3x3
L'équipe de Suisse féminine est composée d'Alexia Rol, Marielle Giroud, Dorothée Studer et Sarah Kershaw. Elles commencent son tournoi par deux victoires 15-11 face à l'Azerbaïdjan puis 18-16 après prolongations face à la Grèce et finalement 16-15 contre les Pays-Bas. Elles terminent en tête du groupe A et affrontent Israël en huitième de finale contre qui elles s'imposent 14-7. Elles s'inclinent 17-11 face à la Slovénie en quarts de finale.

### Beachsoccer
La Suisse s'incline 6-5 dans la finale pour le bronze face au Portugal.

### Beach-volley
Chez les femmes, la paire composée de Nina Betschart et de Nicole Eiholzer remporte le titre. Dans le tournoi masculin, Alexei Stasser et Gabriel Kissling s'incline deux sets à zéro tant en demi-finale qu'en finale pour la médaille de bronze. Ils terminent ainsi au pied du podium.

### Boxe
Anaïs Kistler est éliminée d'entrée en poids welters face à la Polonaise Aneta Rygielska.

### Cyclisme

#### BMX
David Graf remporte la médaille de bronze en BMX racing et offre la dernière médaille à la Suisse lors de ces joutes. Renaud Blanc est lui éliminé en demi-finales.

#### Route
Simon Pellaud prend l'échappée lors de la course en ligne mais doit s'arrêter en raison d'une gastro-entérite.

#### VTT
Les Suisses sont attendus aux avant-postes lors de l'épreuve de VTT cross-country et dépasse les attentes en réalisant un triplé dans la course masculine et un doublé dans la course féminines.
Nino Schurter attaque dans la première moitié de la course mais se fait rattraper en raison d'une crevaison avant de finalement remporter la course. Le Tchèque Jaroslav Kulhavý et le Français Julien Absalon étaient absents.
| Athlète            | Compétition              | Temps           | Rang                       |
| ------------------ | ------------------------ | --------------- | -------------------------- |
| Linda Indergand    | VTT cross-country femmes | 1 h 35 min 16 s | 5e                         |
| Jolanda Neff       | VTT cross-country femmes | 1 h 31 min 5 s  | Médaille d'or, Europe      |
| Kathrin Stirnemann | VTT cross-country femmes | 1 h 33 min 8 s  | Médaille d'argent, Europe  |
| Lukas Flückiger    | VTT cross-country hommes | 1 h 41 min 17 s | Médaille d'argent, Europe  |
| Fabian Giger       | VTT cross-country hommes | 1 h 41 min 37 s | Médaille de bronze, Europe |
| Nino Schurter      | VTT cross-country hommes | 1 h 41 min 4 s  | Médaille d'or, Europe      |

### Gymnastique artistique
La finale du concours général par équipes sert également de qualifications pour les épreuves individuelles. L'équipe féminine termine sixième tandis que l'équipe masculine termine à une douzième place qualifiée de décevante.
Au niveau individuel, Giulia Steingruber se qualifie pour les finales de concours général, du saut, de la poutre et du sol chez les femmes tandis que Taha Serhani se qualifie pour la finale du concours général chez les hommes.
La Saint-Galloise remporte la médaille d'argent du concours général. Elle explique que même si ce n'est pas son meilleur concours général, elle est « très heureuse » de sa médaille d'argent. Le surlendemain, alors qu'elle annonce vouloir obtenir une médaille supplémentaire lors des finales par engins, elle en remporte trois : deux en or au saut et au sol et une en bronze à la poutre.
| Athlète            | Compétition                  | Qualifications | Qualifications      | Qualifications | Qualifications | Qualifications | Qualifications | Finale   | Finale              | Finale   | Finale   | Finale  | Finale                     |
| Athlète            | Compétition                  | Appareil       | Appareil            | Appareil       | Appareil       | Total          | Rang           | Appareil | Appareil            | Appareil | Appareil | Total   | Rang                       |
| Athlète            | Compétition                  | Saut           | Barres asymétriques | Poutre         | Sol            | Total          | Rang           | Saut     | Barres asymétriques | Poutre   | Sol      | Total   | Rang                       |
| ------------------ | ---------------------------- | -------------- | ------------------- | -------------- | -------------- | -------------- | -------------- | -------- | ------------------- | -------- | -------- | ------- | -------------------------- |
| Caterina Barloggio | Concours général par équipes | Non disputé    | Non disputé         | Non disputé    | Non disputé    | Non disputé    | Non disputé    | —        | 10,266              | 12,666   | 12,833   |         |                            |
| Jessica Diacci     | Concours général par équipes | Non disputé    | Non disputé         | Non disputé    | Non disputé    | Non disputé    | Non disputé    | 13,800   | 12,900              | 11,333   | 12,566   |         |                            |
| Giulia Steingruber | Concours général par équipes | Non disputé    | Non disputé         | Non disputé    | Non disputé    | Non disputé    | Non disputé    | 15,466   | 13,066              | 14,400   | 13,633   |         |                            |
| Total              | Concours général par équipes | Non disputé    | Non disputé         | Non disputé    | Non disputé    | Non disputé    | Non disputé    | 29,266   | 25,966              | 27,066   | 26,466   | 108,764 | 6e                         |
| Giulia Steingruber | Concours général individuel, | 15,466         | 13,066              | 14,400         | 13,633         | 56,565         | 4e Q           | 15,600   | 13,133              | 13,766   | 14,200   | 56,699  | Médaille d'argent, Europe  |
| Giulia Steingruber | Saut,                        | 14,849         |                     |                |                |                | 1re Q          | 14,999   |                     |          |          |         | Médaille d'or, Europe      |
| Giulia Steingruber | Poutre,                      |                |                     | 14,400         |                |                | 3e Q           |          |                     | 13,700   |          |         | Médaille de bronze, Europe |
| Giulia Steingruber | Sol,                         |                |                     |                | 13,633         |                | 5e Q           |          |                     |          | 14,266   |         | Médaille d'or, Europe      |

| Athlète       | Compétition                  | Qualifications | Qualifications | Qualifications | Qualifications | Qualifications    | Qualifications | Qualifications | Qualifications | Finale   | Finale         | Finale   | Finale   | Finale            | Finale     | Finale  | Finale |
| Athlète       | Compétition                  | Appareil       | Appareil       | Appareil       | Appareil       | Appareil          | Appareil       | Total          | Rang           | Appareil | Appareil       | Appareil | Appareil | Appareil          | Appareil   | Total   | Rang   |
| Athlète       | Compétition                  | Sol            | Cheval d'arçon | Anneaux        | Saut           | Barres parallèles | Barre fixe     | Total          | Rang           | Sol      | Cheval d'arçon | Anneaux  | Saut     | Barres parallèles | Barre fixe | Total   | Rang   |
| ------------- | ---------------------------- | -------------- | -------------- | -------------- | -------------- | ----------------- | -------------- | -------------- | -------------- | -------- | -------------- | -------- | -------- | ----------------- | ---------- | ------- | ------ |
| Michael Meier | Concours général par équipes | Non disputé    | Non disputé    | Non disputé    | Non disputé    | Non disputé       | Non disputé    | Non disputé    | Non disputé    | 13,466   | 13,066         | 13,466   | 13,433   | 13,733            | 12,100     | -       | -      |
| Marco Rizzo   | Concours général par équipes | Non disputé    | Non disputé    | Non disputé    | Non disputé    | Non disputé       | Non disputé    | Non disputé    | Non disputé    | 15,000   | 12,600         | 13,033   | 14,433   | 13,166            | 13,433     | -       | -      |
| Taha Serhani  | Concours général par équipes | Non disputé    | Non disputé    | Non disputé    | Non disputé    | Non disputé       | Non disputé    | Non disputé    | Non disputé    | 14,033   | 12,566         | 13,166   | 14,700   | 13,433            | 13,966     | -       | -      |
| Total         | Concours général par équipes | Non disputé    | Non disputé    | Non disputé    | Non disputé    | Non disputé       | Non disputé    | Non disputé    | Non disputé    | 29,033   | 25,666         | 26,632   | 29,133   | 27,166            | 27,399     | 165,029 | 12e    |
| Taha Serhani  | Concours général individuel, | 14,033         | 12,566         | 13,166         | 14,700         | 13,433            | 13,966         | 81,864         | 25e Q          | 14,533   | 13,566         | 13,433   | 14,233   | 14,333            | 14,000     | 84,098  | 9e     |

### Judo
Les Jeux européens servent de championnats d'Europe de judo.
En moins de 52 kg femmes, Evelyne Tschopp s'impose en seizièmes de finale face à la Turque Ayse Arca avant de s'incliner sur ippon au tour suivant face à la Française Annabelle Euranie.
En moins de 60 kg hommes, Ludovic Chammartin remporte la médaille de bronze.

### Natation synchronisée
La Suisse envoie des athlètes en natation synchronisée. Maxence Bellina vise une qualification pour la finale en duo.
Ses coéquipières et elles terminent 8es en groupe et en combiné et 9e en duo.

### Plongeon
Jonathan Suckow termine sixième au plongeon à 1 m puis cinquième deux jours plus tard du plongeon à 3 m.

### Tir
Au pistolet à 25 m, Heidi Diethelm Gerber se qualifie pour la finale pour un point. En finale, elle s'impose face à la Bulgare Antoaneta Boneva pour s'adjuger la médailler d'or. Ce titre lui assure une qualification pour les Jeux olympiques de Rio l'année suivante.
La Bernoise Sarah Hornung remporte la médaille d'argent au tir à la carabine à aire comprimé à 10 m.
Au tir à 50 mètres à trois positions, Claude-Alain Delley termine 22e.

### Trampoline
Fanny Chilo termine 13e.

### Triathlon
Nicola Spirig remporte la médaille d'or et obtient sa qualification pour les Jeux olympiques de Rio l'année suivante.

### Résultats
1. ↑  (en) « Cycling Mountain Bike - Women's Cross country : Results » [PDF], sur baku2015.com, 13 juin 2015 (version du 20 juin 2015 sur Internet Archive).
2. ↑  (en) « Cycling Mountain Bike - Men's Cross country : Results » [PDF], sur baku2015.com, 13 juin 2015 (version du 20 juin 2015 sur Internet Archive).
3. ↑  (en) « Gymnastics Artistic - Women's Team - Final : Results » [PDF], sur baku2015.com, 14 juin 2015 (version du 13 octobre 2017 sur Internet Archive).
4. ↑  (en) « Gymnastics Artistic - Women's Individual All-Around - Qualification : Results » [PDF], sur baku2015.com, 14 juin 2015 (version du 13 octobre 2017 sur Internet Archive).
5. ↑  (en) « Gymnastics Artistic - Women's Individual All-Around - Final : Results » [PDF], sur gymnasticresults.com, 18 juin 2015 (version du 4 mars 2016 sur Internet Archive).
6. ↑  (en) « Gymnastics Artistic - Women's Vault - Qualification : Results » [PDF], sur gymnasticsresults.com, 14 juin 2015 (version du 1er juillet 2015 sur Internet Archive).
7. ↑  (en) « Gymnastics Artistic - Women's Vault - Final : Results » [PDF], sur baku2015.com, 20 juin 2015 (version du 21 juin 2015 sur Internet Archive).
8. ↑  (en) « Gymnastics Artistic - Women's Balance Beam - Qualification : Results » [PDF], sur baku2015.com, 14 juin 2015 (version du 13 octobre 2017 sur Internet Archive).
9. ↑  (en) « Gymnastics Artistic - Women's Apparatus - Final : Results » [PDF], sur baku2015.com, 20 juin 2015 (version du 20 juin 2015 sur Internet Archive).
10. ↑  (en) « Gymnastics Artistic - Women's Floor Exercise - Qualification : Results » [PDF], sur baku2015.com, 14 juin 2015 (version du 13 octobre 2017 sur Internet Archive).
11. ↑  (en) « Gymnastics Artistic - Women's Floor Exercise - Final : Results » [PDF], sur baku2015.com, 20 juin 2015 (version du 20 juin 2015 sur Internet Archive).
12. ↑  (en) « Gymnastics Artistic - Men's Team - Final : Results » [PDF], sur baku2015.com, 14 juin 2015 (version du 13 octobre 2017 sur Internet Archive).
13. ↑  (en) « Gymnastics Artistic - Men's Individual All-Around - Qualification : Results » [PDF], sur baku2015.com, 14 juin 2015 (version du 24 juin 2015 sur Internet Archive).
14. ↑  (en) « Gymnastics Artistic - Men's Individual All-Around - Final : Results » [PDF], sur baku2015.com, 18 juin 2015 (version du 4 mars 2016 sur Internet Archive).